# Jan Smolikowski
Jan Kanty Józef Smolikowski (ur. 1796 w Lublinie – zm. 6 lutego 1868 w Warszawie) - inżynier dróg wodnych i mostów, generał-major Cesarskiego Korpusu Inżynierów.
Ukończył szkołę wojewódzką w Lublinie (1815). Wraz Teodorem Urbańskim otrzymał stypendium od rządu Królestwa Polskiego i wyjechał w 1816 na studia w Instytucie Korpusu Inżynierów Komunikacji w Petersburgu. Jako wzorowi wychowankowie osobiście przedstawiani carowi Aleksandrowi I przez ówczesnego pierwszego dyrektora Instytutu, Agustina de Betancourt. W 1819 ukończył studia ze stopniem porucznika i tytułem inżyniera komunikacji lądowych i wodnych. Następnie wraz z Urbańskim w latach.1820-1822 uzupełniał studia w paryskiej Szkole Dróg i Mostów. Odbyli również podróż po Francji, Holandii i Anglii, zaznajamiając się z budowlami hydrotechnicznymi. Pozostawił po sobie opis tej podróży (zob. niżej).
Po powrocie do kraju został inspektorem generalnym budowli wodnych w Komisji Rządowej Spraw Wewnętrznych i Policji. Po zdaniu egzaminu w 1822 roku został magistrem filozofii na Uniwersytecie Warszawskim. Prowadził wykłady z mechaniki stosowanej w Warszawskiej Szkole Inżynierii Cywilnej Dróg i Mostów (1824-1826) a następnie w Szkoły Przygotowawczej do Instytutu Politechnicznego. (1826-1831). W tej ostatniej prowadził też od roku 1829 rysunek techniczny a od 1831 wykłady z uspławniania rzek. Po zamknięciu w 1831 Szkoły przez rząd rosyjski został przeniesiony do Petersburga. W 1833 został majorem Cesarskim Korpusie Inżynierów Komunikacji. W 1838 przeniesiono go w stopniu podpułkownika do urzędu Naczelnika Inżynierii Armii Czynnej, gdzie awansował w 1843 na pułkownika a w 1856 na generała-majora.
W 1857 zwolniony ze względu na stan zdrowia z armii był dyrektorem Kolei Żelaznej Warszawsko-Wiedeńskiej (1857) a następnie w latach 1857-1861 naczelnikiem Zarządu Okręgu XIII (późniejszy Okręg VII) Komunikacji w Warszawie. Interesował się jedwabnictwem - był wiceprezesem warszawskiej "Spółki Jedwabniczej". Był także od 1853 członkiem rzeczywistym Towarzystwa Jedwabniczego w Moskwie, od 1857 członkiem Warszawskiego Tow. Dobroczynności a od 1858 członkiem korespondentem Galicyjskiego Tow. Gospodarskiego. Pochowany został w grobie rodzinnym żony w Nasielsku w pow. pułtuskim.

## Prace Jana Smolikowskiego
- Opis podróży po Francji w celu poznania zakładów inżynierii cywilnej, („Pamiętnik Warszawski” T. 20: 1821).
- Ogólny rzut oka na jedwabnictwo, Warszawa 1853
- Nowy sposób hodowania jedwabników („Rozpr. c.k. Galicyjskiego Tow. Gospodarskiego” T. 18: 1855).

## Odznaczony
Order św. Stanisława 3 klasy

## Życie prywatne
Urodził się w rodzinie inteligenckiej był synem rektora szkół lubelskich Andrzeja (1764-1839) i Karoliny z Richterów (Rychterów) oraz  starszym bratem powstańca listopadowego i inżyniera komunikacji Seweryna Karola (1809-1897). Był mężem Zofii z Danielskich (1807-1852) z którą miał syna urzędnika Andrzeja (1828-1893), Edwarda (1830–1848), urzędnika Zygmunta (1831–1903), Zofię (1835–1910), z męża Röhr, Kazimierę (1836–1872), żonę Jana Łukaszewskiego, Bronisławę (1844–1855), Wandę (1843–1869) i Marię (1844–1912) z męża Janowska.